# Liste des planètes mineures (672001-673000)
Voici la liste des planètes mineures numérotées de 672001 à 673000. Les planètes mineures sont numérotées lorsque leur orbite est confirmée, ce qui peut parfois se produire longtemps après leur découverte. Elles sont classées ici par leur numéro.

## Planètes mineures 672001 à 673000
- (672001) 2014 QC358
- (672002) 2014 QK359
- (672003) 2014 QB360
- (672004) 2014 QQ361
- (672005) 2014 QT361
- (672006) 2014 QE362
- (672007) 2014 QD363
- (672008) 2014 QU365
- (672009) 2014 QB366
- (672010) 2014 QM366
- (672011) 2014 QU366
- (672012) 2014 QH367
- (672013) 2014 QM369
- (672014) 2014 QL372
- (672015) 2014 QX375
- (672016) 2014 QO376
- (672017) 2014 QQ376
- (672018) 2014 QY376
- (672019) 2014 QC377
- (672020) 2014 QF379
- (672021) 2014 QY384
- (672022) 2014 QS387
- (672023) 2014 QJ389
- (672024) 2014 QQ390
- (672025) 2014 QT390
- (672026) 2014 QZ393
- (672027) 2014 QO398
- (672028) 2014 QS403
- (672029) 2014 QC405
- (672030) 2014 QW406
- (672031) 2014 QE410
- (672032) 2014 QJ411
- (672033) 2014 QC414
- (672034) 2014 QJ414
- (672035) 2014 QL417
- (672036) 2014 QC419
- (672037) 2014 QD421
- (672038) 2014 QP424
- (672039) 2014 QO425
- (672040) 2014 QQ428
- (672041) 2014 QC429
- (672042) 2014 QQ430
- (672043) 2014 QS436
- (672044) 2014 QH438
- (672045) 2014 QJ438
- (672046) 2014 QC439
- (672047) 2014 QW439
- (672048) 2014 QH440
- (672049) 2014 QM440
- (672050) 2014 QK447
- (672051) 2014 QZ448
- (672052) 2014 QR450
- (672053) 2014 QS453
- (672054) 2014 QC454
- (672055) 2014 QH454
- (672056) 2014 QX454
- (672057) 2014 QH455
- (672058) 2014 QD456
- (672059) 2014 QO457
- (672060) 2014 QT457
- (672061) 2014 QK459
- (672062) 2014 QO463
- (672063) 2014 QH465
- (672064) 2014 QP465
- (672065) 2014 QW465
- (672066) 2014 QE467
- (672067) 2014 QV467
- (672068) 2014 QY468
- (672069) 2014 QQ471
- (672070) 2014 QV471
- (672071) 2014 QR472
- (672072) 2014 QZ472
- (672073) 2014 QD475
- (672074) 2014 QA476
- (672075) 2014 QV476
- (672076) 2014 QZ476
- (672077) 2014 QA478
- (672078) 2014 QS478
- (672079) 2014 QE479
- (672080) 2014 QS480
- (672081) 2014 QQ486
- (672082) 2014 QT486
- (672083) 2014 QL487
- (672084) 2014 QE494
- (672085) 2014 QN494
- (672086) 2014 QD496
- (672087) 2014 QU496
- (672088) 2014 QV496
- (672089) 2014 QH497
- (672090) 2014 QJ498
- (672091) 2014 QU504
- (672092) 2014 QX508
- (672093) 2014 QF517
- (672094) 2014 QP518
- (672095) 2014 QL521
- (672096) 2014 QF523
- (672097) 2014 QK523
- (672098) 2014 QE524
- (672099) 2014 QN528
- (672100) 2014 QY528
- (672101) 2014 QV530
- (672102) 2014 QV532
- (672103) 2014 QY533
- (672104) 2014 QO535
- (672105) 2014 QA542
- (672106) 2014 QL546
- (672107) 2014 QP551
- (672108) 2014 QD564
- (672109) 2014 RG2
- (672110) 2014 RT2
- (672111) 2014 RW5
- (672112) 2014 RJ6
- (672113) 2014 RM6
- (672114) 2014 RY6
- (672115) 2014 RT9
- (672116) 2014 RL10
- (672117) 2014 RN12
- (672118) 2014 RP13
- (672119) 2014 RB15
- (672120) 2014 RH15
- (672121) 2014 RM19
- (672122) 2014 RQ22
- (672123) 2014 RA23
- (672124) 2014 RL26
- (672125) 2014 RM31
- (672126) 2014 RK32
- (672127) 2014 RM32
- (672128) 2014 RP36
- (672129) 2014 RQ36
- (672130) 2014 RS36
- (672131) 2014 RL37
- (672132) 2014 RV37
- (672133) 2014 RY37
- (672134) 2014 RT38
- (672135) 2014 RR41
- (672136) 2014 RA42
- (672137) 2014 RG43
- (672138) 2014 RZ43
- (672139) 2014 RL44
- (672140) 2014 RP45
- (672141) 2014 RS45
- (672142) 2014 RT45
- (672143) 2014 RP48
- (672144) 2014 RQ50
- (672145) 2014 RG51
- (672146) 2014 RA61
- (672147) 2014 RW63
- (672148) 2014 RY63
- (672149) 2014 RR65
- (672150) 2014 RY65
- (672151) 2014 RT66
- (672152) 2014 RU66
- (672153) 2014 RG68
- (672154) 2014 RR68
- (672155) 2014 RN70
- (672156) 2014 RK73
- (672157) 2014 RV76
- (672158) 2014 RN82
- (672159) 2014 RO84
- (672160) 2014 SP
- (672161) 2014 SC2
- (672162) 2014 SJ2
- (672163) 2014 SG4
- (672164) 2014 ST6
- (672165) 2014 SX16
- (672166) 2014 SJ17
- (672167) 2014 SA23
- (672168) 2014 SW31
- (672169) 2014 SY31
- (672170) 2014 SC35
- (672171) 2014 SP36
- (672172) 2014 SM38
- (672173) 2014 ST38
- (672174) 2014 SR40
- (672175) 2014 SJ46
- (672176) 2014 SY49
- (672177) 2014 SX52
- (672178) 2014 ST57
- (672179) 2014 SA63
- (672180) 2014 SK63
- (672181) 2014 SJ66
- (672182) 2014 SA70
- (672183) 2014 SK70
- (672184) 2014 SF73
- (672185) 2014 SF76
- (672186) 2014 SC78
- (672187) 2014 SM78
- (672188) 2014 SB79
- (672189) 2014 SF79
- (672190) 2014 SR83
- (672191) 2014 SS85
- (672192) 2014 SW100
- (672193) 2014 SQ107
- (672194) 2014 SH119
- (672195) 2014 SK120
- (672196) 2014 SO120
- (672197) 2014 SA122
- (672198) 2014 SR124
- (672199) 2014 ST125
- (672200) 2014 SU135
- (672201) 2014 SA143
- (672202) 2014 SZ143
- (672203) 2014 SM144
- (672204) 2014 SS144
- (672205) 2014 ST144
- (672206) 2014 SO145
- (672207) 2014 SS148
- (672208) 2014 SF149
- (672209) 2014 SY152
- (672210) 2014 SW156
- (672211) 2014 SP157
- (672212) 2014 SC159
- (672213) 2014 SL160
- (672214) 2014 SE161
- (672215) 2014 SX165
- (672216) 2014 SG166
- (672217) 2014 SJ166
- (672218) 2014 SM166
- (672219) 2014 SQ169
- (672220) 2014 SP173
- (672221) 2014 SR175
- (672222) 2014 SN178
- (672223) 2014 SD182
- (672224) 2014 SS190
- (672225) 2014 SV194
- (672226) 2014 SA196
- (672227) 2014 SE202
- (672228) 2014 ST206
- (672229) 2014 SW206
- (672230) 2014 SP207
- (672231) 2014 SG208
- (672232) 2014 SC212
- (672233) 2014 SR212
- (672234) 2014 SK214
- (672235) 2014 SJ216
- (672236) 2014 SN217
- (672237) 2014 SW219
- (672238) 2014 SH220
- (672239) 2014 SF223
- (672240) 2014 SS224
- (672241) 2014 SL229
- (672242) 2014 SW230
- (672243) 2014 SY231
- (672244) 2014 SE232
- (672245) 2014 SR238
- (672246) 2014 SY238
- (672247) 2014 SW242
- (672248) 2014 SG244
- (672249) 2014 SU247
- (672250) 2014 SL248
- (672251) 2014 SN249
- (672252) 2014 SN251
- (672253) 2014 SP251
- (672254) 2014 SH252
- (672255) 2014 ST252
- (672256) 2014 SZ253
- (672257) 2014 SC255
- (672258) 2014 SY255
- (672259) 2014 SH259
- (672260) 2014 SX260
- (672261) 2014 SP263
- (672262) 2014 SG264
- (672263) 2014 SS266
- (672264) 2014 SK276
- (672265) 2014 SM277
- (672266) 2014 SJ279
- (672267) 2014 SN280
- (672268) 2014 SO280
- (672269) 2014 SB281
- (672270) 2014 SE281
- (672271) 2014 ST282
- (672272) 2014 SX283
- (672273) 2014 SL284
- (672274) 2014 SX284
- (672275) 2014 SN288
- (672276) 2014 SY288
- (672277) 2014 SG290
- (672278) 2014 SF296
- (672279) 2014 SY297
- (672280) 2014 SH298
- (672281) 2014 SB301
- (672282) 2014 SL301
- (672283) 2014 SW301
- (672284) 2014 SK302
- (672285) 2014 SY302
- (672286) 2014 SX303
- (672287) 2014 SO305
- (672288) 2014 SZ305
- (672289) 2014 SC307
- (672290) 2014 SA309
- (672291) 2014 SO309
- (672292) 2014 SR309
- (672293) 2014 SJ311
- (672294) 2014 SZ311
- (672295) 2014 SJ312
- (672296) 2014 SA313
- (672297) 2014 SF313
- (672298) 2014 SN313
- (672299) 2014 SB314
- (672300) 2014 SE318
- (672301) 2014 SB321
- (672302) 2014 SH323
- (672303) 2014 SU325
- (672304) 2014 SC326
- (672305) 2014 SM327
- (672306) 2014 SW327
- (672307) 2014 SO328
- (672308) 2014 SA330
- (672309) 2014 SC330
- (672310) 2014 SV338
- (672311) 2014 SG339
- (672312) 2014 SO340
- (672313) 2014 SO341
- (672314) 2014 SG344
- (672315) 2014 SU345
- (672316) 2014 SW345
- (672317) 2014 SY345
- (672318) 2014 ST350
- (672319) 2014 SU352
- (672320) 2014 SK354
- (672321) 2014 SF355
- (672322) 2014 SJ355
- (672323) 2014 SQ356
- (672324) 2014 SQ360
- (672325) 2014 SL365
- (672326) 2014 SY365
- (672327) 2014 SE366
- (672328) 2014 SJ379
- (672329) 2014 SP385
- (672330) 2014 TK2
- (672331) 2014 TT2
- (672332) 2014 TE4
- (672333) 2014 TA7
- (672334) 2014 TO8
- (672335) 2014 TH12
- (672336) 2014 TD15
- (672337) 2014 TA16
- (672338) 2014 TT17
- (672339) 2014 TY17
- (672340) 2014 TN21
- (672341) 2014 TY23
- (672342) 2014 TC27
- (672343) 2014 TE27
- (672344) 2014 TR28
- (672345) 2014 TD29
- (672346) 2014 TQ34
- (672347) 2014 TZ34
- (672348) 2014 TJ35
- (672349) 2014 TM36
- (672350) 2014 TO36
- (672351) 2014 TA37
- (672352) 2014 TD41
- (672353) 2014 TW42
- (672354) 2014 TR44
- (672355) 2014 TN45
- (672356) 2014 TQ46
- (672357) 2014 TH48
- (672358) 2014 TU48
- (672359) 2014 TL49
- (672360) 2014 TF51
- (672361) 2014 TU51
- (672362) 2014 TT54
- (672363) 2014 TC59
- (672364) 2014 TP60
- (672365) 2014 TJ63
- (672366) 2014 TK66
- (672367) 2014 TQ69
- (672368) 2014 TV70
- (672369) 2014 TW72
- (672370) 2014 TA73
- (672371) 2014 TL73
- (672372) 2014 TT73
- (672373) 2014 TM78
- (672374) 2014 TV79
- (672375) 2014 TP82
- (672376) 2014 TA87
- (672377) 2014 TA90
- (672378) 2014 TG90
- (672379) 2014 TZ93
- (672380) 2014 TJ94
- (672381) 2014 TM94
- (672382) 2014 TV94
- (672383) 2014 TX94
- (672384) 2014 TQ98
- (672385) 2014 TR98
- (672386) 2014 TJ101
- (672387) 2014 TY104
- (672388) 2014 TP105
- (672389) 2014 TU111
- (672390) 2014 TL114
- (672391) 2014 TR116
- (672392) 2014 TN117
- (672393) 2014 UB2
- (672394) 2014 UY2
- (672395) 2014 UQ3
- (672396) 2014 UX3
- (672397) 2014 UZ3
- (672398) 2014 UO4
- (672399) 2014 UB7
- (672400) 2014 UB10
- (672401) 2014 UQ10
- (672402) 2014 UA18
- (672403) 2014 UE21
- (672404) 2014 UF21
- (672405) 2014 UL21
- (672406) 2014 UC23
- (672407) 2014 UB24
- (672408) 2014 US24
- (672409) 2014 UJ25
- (672410) 2014 UN26
- (672411) 2014 UM30
- (672412) 2014 UR31
- (672413) 2014 UK33
- (672414) 2014 UN33
- (672415) 2014 UA37
- (672416) 2014 UG40
- (672417) 2014 UE46
- (672418) 2014 UG46
- (672419) 2014 UV50
- (672420) 2014 UY50
- (672421) 2014 UB52
- (672422) 2014 UC52
- (672423) 2014 UO52
- (672424) 2014 UN55
- (672425) 2014 UY55
- (672426) 2014 UL57
- (672427) 2014 UT57
- (672428) 2014 UV60
- (672429) 2014 UE62
- (672430) 2014 UH62
- (672431) 2014 US63
- (672432) 2014 UB64
- (672433) 2014 UW65
- (672434) 2014 UQ67
- (672435) 2014 UX68
- (672436) 2014 UX69
- (672437) 2014 UZ72
- (672438) 2014 US78
- (672439) 2014 UX79
- (672440) 2014 UR82
- (672441) 2014 UE83
- (672442) 2014 UA90
- (672443) 2014 UJ90
- (672444) 2014 UM91
- (672445) 2014 US93
- (672446) 2014 UY101
- (672447) 2014 UM102
- (672448) 2014 UR103
- (672449) 2014 UC104
- (672450) 2014 UN104
- (672451) 2014 UC106
- (672452) 2014 UQ106
- (672453) 2014 UJ107
- (672454) 2014 UW108
- (672455) 2014 UA113
- (672456) 2014 UZ113
- (672457) 2014 UR116
- (672458) 2014 UJ117
- (672459) 2014 UP118
- (672460) 2014 UG123
- (672461) 2014 UN125
- (672462) 2014 US125
- (672463) 2014 UG126
- (672464) 2014 UN127
- (672465) 2014 UZ127
- (672466) 2014 UV128
- (672467) 2014 UJ132
- (672468) 2014 US133
- (672469) 2014 UZ135
- (672470) 2014 UW137
- (672471) 2014 UE138
- (672472) 2014 UL141
- (672473) 2014 UU148
- (672474) 2014 UB149
- (672475) 2014 UV149
- (672476) 2014 UF153
- (672477) 2014 UN155
- (672478) 2014 UV156
- (672479) 2014 UP159
- (672480) 2014 UP164
- (672481) 2014 UT169
- (672482) 2014 UY169
- (672483) 2014 UN170
- (672484) 2014 UV171
- (672485) 2014 UN174
- (672486) 2014 UA179
- (672487) 2014 UM179
- (672488) 2014 UJ182
- (672489) 2014 US182
- (672490) 2014 UO183
- (672491) 2014 UD185
- (672492) 2014 UT191
- (672493) 2014 UX192
- (672494) 2014 UE193
- (672495) 2014 UF198
- (672496) 2014 UN203
- (672497) 2014 UF204
- (672498) 2014 UR204
- (672499) 2014 UM205
- (672500) 2014 UX206
- (672501) 2014 UC207
- (672502) 2014 UZ207
- (672503) 2014 UK213
- (672504) 2014 UA216
- (672505) 2014 UF217
- (672506) 2014 UY218
- (672507) 2014 UU222
- (672508) 2014 UA225
- (672509) 2014 UC226
- (672510) 2014 UV233
- (672511) 2014 UF234
- (672512) 2014 UG234
- (672513) 2014 UC235
- (672514) 2014 UP235
- (672515) 2014 UK238
- (672516) 2014 UJ240
- (672517) 2014 US241
- (672518) 2014 UT241
- (672519) 2014 UW241
- (672520) 2014 UD242
- (672521) 2014 UM242
- (672522) 2014 UB247
- (672523) 2014 US247
- (672524) 2014 UT247
- (672525) 2014 UF248
- (672526) 2014 UR259
- (672527) 2014 UA262
- (672528) 2014 UP270
- (672529) 2014 UQ274
- (672530) 2014 US274
- (672531) 2014 VU1
- (672532) 2014 VT2
- (672533) 2014 VF7
- (672534) 2014 VN7
- (672535) 2014 VZ7
- (672536) 2014 VX8
- (672537) 2014 VR9
- (672538) 2014 VT9
- (672539) 2014 VS10
- (672540) 2014 VV11
- (672541) 2014 VG12
- (672542) 2014 VX13
- (672543) 2014 VS15
- (672544) 2014 VY16
- (672545) 2014 VL17
- (672546) 2014 VX19
- (672547) 2014 VX20
- (672548) 2014 VG23
- (672549) 2014 VQ25
- (672550) 2014 VR25
- (672551) 2014 VA26
- (672552) 2014 VG26
- (672553) 2014 VG27
- (672554) 2014 VH28
- (672555) 2014 VN31
- (672556) 2014 VA32
- (672557) 2014 VM33
- (672558) 2014 VR34
- (672559) 2014 VF35
- (672560) 2014 VG35
- (672561) 2014 VX36
- (672562) 2014 VY38
- (672563) 2014 VB39
- (672564) 2014 VO40
- (672565) 2014 VF41
- (672566) 2014 WD3
- (672567) 2014 WR3
- (672568) 2014 WA8
- (672569) 2014 WP8
- (672570) 2014 WA10
- (672571) 2014 WF16
- (672572) 2014 WL17
- (672573) 2014 WS18
- (672574) 2014 WT19
- (672575) 2014 WU19
- (672576) 2014 WW23
- (672577) 2014 WK29
- (672578) 2014 WU30
- (672579) 2014 WL31
- (672580) 2014 WU31
- (672581) 2014 WV39
- (672582) 2014 WE44
- (672583) 2014 WK44
- (672584) 2014 WV44
- (672585) 2014 WW46
- (672586) 2014 WJ49
- (672587) 2014 WM51
- (672588) 2014 WA53
- (672589) 2014 WY54
- (672590) 2014 WL55
- (672591) 2014 WM55
- (672592) 2014 WW55
- (672593) 2014 WJ59
- (672594) 2014 WZ59
- (672595) 2014 WG61
- (672596) 2014 WT63
- (672597) 2014 WP71
- (672598) 2014 WM72
- (672599) 2014 WF73
- (672600) 2014 WB74
- (672601) 2014 WG76
- (672602) 2014 WZ79
- (672603) 2014 WC95
- (672604) 2014 WN96
- (672605) 2014 WY102
- (672606) 2014 WC105
- (672607) 2014 WT107
- (672608) 2014 WY112
- (672609) 2014 WP113
- (672610) 2014 WG114
- (672611) 2014 WC116
- (672612) 2014 WF116
- (672613) 2014 WL116
- (672614) 2014 WO117
- (672615) 2014 WU118
- (672616) 2014 WF121
- (672617) 2014 WK122
- (672618) 2014 WN122
- (672619) 2014 WR122
- (672620) 2014 WD127
- (672621) 2014 WK127
- (672622) 2014 WQ127
- (672623) 2014 WR130
- (672624) 2014 WA131
- (672625) 2014 WL131
- (672626) 2014 WH132
- (672627) 2014 WK132
- (672628) 2014 WN138
- (672629) 2014 WP138
- (672630) 2014 WJ141
- (672631) 2014 WF143
- (672632) 2014 WL144
- (672633) 2014 WF149
- (672634) 2014 WJ150
- (672635) 2014 WX151
- (672636) 2014 WL156
- (672637) 2014 WU156
- (672638) 2014 WA157
- (672639) 2014 WZ158
- (672640) 2014 WX160
- (672641) 2014 WJ161
- (672642) 2014 WN161
- (672643) 2014 WK162
- (672644) 2014 WR163
- (672645) 2014 WT163
- (672646) 2014 WH166
- (672647) 2014 WX172
- (672648) 2014 WX184
- (672649) 2014 WZ184
- (672650) 2014 WN190
- (672651) 2014 WD192
- (672652) 2014 WT196
- (672653) 2014 WG201
- (672654) 2014 WT201
- (672655) 2014 WD210
- (672656) 2014 WY210
- (672657) 2014 WQ212
- (672658) 2014 WT213
- (672659) 2014 WH217
- (672660) 2014 WH218
- (672661) 2014 WD220
- (672662) 2014 WV220
- (672663) 2014 WW220
- (672664) 2014 WT225
- (672665) 2014 WY232
- (672666) 2014 WQ233
- (672667) 2014 WV234
- (672668) 2014 WT236
- (672669) 2014 WA240
- (672670) 2014 WS241
- (672671) 2014 WN242
- (672672) 2014 WO242
- (672673) 2014 WQ242
- (672674) 2014 WS242
- (672675) 2014 WZ242
- (672676) 2014 WS243
- (672677) 2014 WO244
- (672678) 2014 WR244
- (672679) 2014 WU244
- (672680) 2014 WB245
- (672681) 2014 WM247
- (672682) 2014 WO247
- (672683) 2014 WO249
- (672684) 2014 WC254
- (672685) 2014 WX261
- (672686) 2014 WY262
- (672687) 2014 WF265
- (672688) 2014 WU269
- (672689) 2014 WA270
- (672690) 2014 WK275
- (672691) 2014 WR275
- (672692) 2014 WF276
- (672693) 2014 WX276
- (672694) 2014 WK277
- (672695) 2014 WR280
- (672696) 2014 WC282
- (672697) 2014 WF289
- (672698) 2014 WV289
- (672699) 2014 WV292
- (672700) 2014 WR293
- (672701) 2014 WX297
- (672702) 2014 WH298
- (672703) 2014 WS298
- (672704) 2014 WO300
- (672705) 2014 WM301
- (672706) 2014 WV302
- (672707) 2014 WX302
- (672708) 2014 WW303
- (672709) 2014 WN306
- (672710) 2014 WS308
- (672711) 2014 WC311
- (672712) 2014 WY312
- (672713) 2014 WZ313
- (672714) 2014 WR314
- (672715) 2014 WN315
- (672716) 2014 WX317
- (672717) 2014 WB318
- (672718) 2014 WX320
- (672719) 2014 WH325
- (672720) 2014 WU326
- (672721) 2014 WC327
- (672722) 2014 WR328
- (672723) 2014 WD329
- (672724) 2014 WZ331
- (672725) 2014 WP333
- (672726) 2014 WY337
- (672727) 2014 WC338
- (672728) 2014 WC339
- (672729) 2014 WE339
- (672730) 2014 WD342
- (672731) 2014 WR347
- (672732) 2014 WH349
- (672733) 2014 WX349
- (672734) 2014 WP353
- (672735) 2014 WG355
- (672736) 2014 WV356
- (672737) 2014 WQ357
- (672738) 2014 WT357
- (672739) 2014 WL358
- (672740) 2014 WN358
- (672741) 2014 WJ359
- (672742) 2014 WR359
- (672743) 2014 WW359
- (672744) 2014 WU361
- (672745) 2014 WV363
- (672746) 2014 WE369
- (672747) 2014 WV372
- (672748) 2014 WX380
- (672749) 2014 WW383
- (672750) 2014 WH387
- (672751) 2014 WL387
- (672752) 2014 WM389
- (672753) 2014 WW389
- (672754) 2014 WW390
- (672755) 2014 WK391
- (672756) 2014 WW391
- (672757) 2014 WN394
- (672758) 2014 WT397
- (672759) 2014 WE399
- (672760) 2014 WG400
- (672761) 2014 WU403
- (672762) 2014 WA407
- (672763) 2014 WB409
- (672764) 2014 WR409
- (672765) 2014 WB410
- (672766) 2014 WE410
- (672767) 2014 WJ410
- (672768) 2014 WM410
- (672769) 2014 WH412
- (672770) 2014 WC417
- (672771) 2014 WH417
- (672772) 2014 WN418
- (672773) 2014 WW421
- (672774) 2014 WG424
- (672775) 2014 WS424
- (672776) 2014 WY426
- (672777) 2014 WD429
- (672778) 2014 WT429
- (672779) 2014 WX431
- (672780) 2014 WK433
- (672781) 2014 WP433
- (672782) 2014 WB435
- (672783) 2014 WC437
- (672784) 2014 WY437
- (672785) 2014 WZ437
- (672786) 2014 WY441
- (672787) 2014 WE442
- (672788) 2014 WD447
- (672789) 2014 WY450
- (672790) 2014 WR451
- (672791) 2014 WD454
- (672792) 2014 WX454
- (672793) 2014 WF456
- (672794) 2014 WU457
- (672795) 2014 WK460
- (672796) 2014 WN460
- (672797) 2014 WR460
- (672798) 2014 WG461
- (672799) 2014 WH464
- (672800) 2014 WA466
- (672801) 2014 WL470
- (672802) 2014 WL474
- (672803) 2014 WF476
- (672804) 2014 WG476
- (672805) 2014 WB477
- (672806) 2014 WA478
- (672807) 2014 WZ483
- (672808) 2014 WL484
- (672809) 2014 WH485
- (672810) 2014 WD486
- (672811) 2014 WP486
- (672812) 2014 WZ487
- (672813) 2014 WF489
- (672814) 2014 WV490
- (672815) 2014 WG492
- (672816) 2014 WJ495
- (672817) 2014 WM496
- (672818) 2014 WO497
- (672819) 2014 WR498
- (672820) 2014 WM502
- (672821) 2014 WV502
- (672822) 2014 WZ503
- (672823) 2014 WC505
- (672824) 2014 WE506
- (672825) 2014 WQ506
- (672826) 2014 WR506
- (672827) 2014 WM513
- (672828) 2014 WH514
- (672829) 2014 WY514
- (672830) 2014 WT520
- (672831) 2014 WG521
- (672832) 2014 WT522
- (672833) 2014 WA524
- (672834) 2014 WK524
- (672835) 2014 WX524
- (672836) 2014 WA528
- (672837) 2014 WL528
- (672838) 2014 WY529
- (672839) 2014 WK530
- (672840) 2014 WQ530
- (672841) 2014 WT532
- (672842) 2014 WH533
- (672843) 2014 WN533
- (672844) 2014 WV535
- (672845) 2014 WB537
- (672846) 2014 WE537
- (672847) 2014 WA542
- (672848) 2014 WD544
- (672849) 2014 WN546
- (672850) 2014 WA547
- (672851) 2014 WV547
- (672852) 2014 WM548
- (672853) 2014 WC549
- (672854) 2014 WE550
- (672855) 2014 WK551
- (672856) 2014 WK552
- (672857) 2014 WM552
- (672858) 2014 WE553
- (672859) 2014 WP560
- (672860) 2014 WT561
- (672861) 2014 WF564
- (672862) 2014 WN564
- (672863) 2014 WX564
- (672864) 2014 WV565
- (672865) 2014 WP566
- (672866) 2014 WY567
- (672867) 2014 WG568
- (672868) 2014 WV570
- (672869) 2014 WO573
- (672870) 2014 WT573
- (672871) 2014 WM576
- (672872) 2014 WC577
- (672873) 2014 WN578
- (672874) 2014 WQ579
- (672875) 2014 WX579
- (672876) 2014 WK591
- (672877) 2014 WM592
- (672878) 2014 WC601
- (672879) 2014 WZ606
- (672880) 2014 XE5
- (672881) 2014 XG8
- (672882) 2014 XA9
- (672883) 2014 XJ9
- (672884) 2014 XU9
- (672885) 2014 XO10
- (672886) 2014 XR17
- (672887) 2014 XS17
- (672888) 2014 XA21
- (672889) 2014 XD23
- (672890) 2014 XM25
- (672891) 2014 XV26
- (672892) 2014 XA27
- (672893) 2014 XJ28
- (672894) 2014 XU30
- (672895) 2014 XO31
- (672896) 2014 XZ32
- (672897) 2014 XP33
- (672898) 2014 XV37
- (672899) 2014 XB40
- (672900) 2014 XB41
- (672901) 2014 XK41
- (672902) 2014 XB43
- (672903) 2014 XX43
- (672904) 2014 XX45
- (672905) 2014 XP46
- (672906) 2014 XV47
- (672907) 2014 XF48
- (672908) 2014 XM50
- (672909) 2014 XP51
- (672910) 2014 XY53
- (672911) 2014 XV54
- (672912) 2014 XO55
- (672913) 2014 YY
- (672914) 2014 YG3
- (672915) 2014 YB4
- (672916) 2014 YG4
- (672917) 2014 YD6
- (672918) 2014 YX9
- (672919) 2014 YM11
- (672920) 2014 YU12
- (672921) 2014 YW12
- (672922) 2014 YX12
- (672923) 2014 YS13
- (672924) 2014 YE17
- (672925) 2014 YL17
- (672926) 2014 YS18
- (672927) 2014 YT22
- (672928) 2014 YL24
- (672929) 2014 YP24
- (672930) 2014 YP25
- (672931) 2014 YX25
- (672932) 2014 YB30
- (672933) 2014 YU30
- (672934) 2014 YF31
- (672935) 2014 YL32
- (672936) 2014 YP32
- (672937) 2014 YG35
- (672938) 2014 YC40
- (672939) 2014 YM40
- (672940) 2014 YE41
- (672941) 2014 YH41
- (672942) 2014 YO41
- (672943) 2014 YG42
- (672944) 2014 YB45
- (672945) 2014 YF47
- (672946) 2014 YC48
- (672947) 2014 YD50
- (672948) 2014 YV53
- (672949) 2014 YZ53
- (672950) 2014 YL54
- (672951) 2014 YT54
- (672952) 2014 YW57
- (672953) 2014 YJ59
- (672954) 2014 YQ59
- (672955) 2014 YK62
- (672956) 2014 YB63
- (672957) 2014 YU67
- (672958) 2014 YV68
- (672959) 2014 YB69
- (672960) 2014 YH70
- (672961) 2014 YD72
- (672962) 2014 YV76
- (672963) 2014 YK77
- (672964) 2014 YL77
- (672965) 2014 YS77
- (672966) 2014 YA78
- (672967) 2014 YJ78
- (672968) 2014 YW78
- (672969) 2014 YX78
- (672970) 2014 YA79
- (672971) 2014 YB90
- (672972) 2014 YO95
- (672973) 2015 AZ
- (672974) 2015 AC5
- (672975) 2015 AS5
- (672976) 2015 AX6
- (672977) 2015 AB7
- (672978) 2015 AF9
- (672979) 2015 AT10
- (672980) 2015 AS11
- (672981) 2015 AX12
- (672982) 2015 AA13
- (672983) 2015 AC13
- (672984) 2015 AQ15
- (672985) 2015 AV15
- (672986) 2015 AX15
- (672987) 2015 AN16
- (672988) 2015 AS16
- (672989) 2015 AZ18
- (672990) 2015 AP19
- (672991) 2015 AE20
- (672992) 2015 AX22
- (672993) 2015 AX23
- (672994) 2015 AT24
- (672995) 2015 AW24
- (672996) 2015 AL25
- (672997) 2015 AF30
- (672998) 2015 AA32
- (672999) 2015 AF33
- (673000) 2015 AS34